# Polineuropatia desmielinitzant inflamatòria crònica
La polineuropatia desmielinitzant inflamatòria crònica (PDIC) és un trastorn inflamatori adquirit mediat per la immunitat del sistema nerviós perifèric, caracteritzat per una debilitat progressiva i una alteració de la funció sensorial a les cames i els braços. El trastorn de vegades s'anomena polineuropatia crònica recidivant (PCR) o poliradiculoneuropatia desmielinitzant inflamatòria crònica (perquè afecta les arrels nervioses). La PDIC està estretament relacionada amb la síndrome de Guillain-Barré i es considera la contrapart crònica d'aquesta malaltia aguda. Els seus símptomes també són similars a la molt rara neuropatia inflamatòria progressiva.

## Tipus
S'han informat de diverses variants. Especialment importants són:
- Una variant asimètrica de la PDIC es coneix com a síndrome de Lewis-Sumner.[4]
- Una variant amb afectació del SNC anomenada desmielinització central i perifèrica combinades (DCPC).[5]